# Consell d'Estat dels Països Baixos

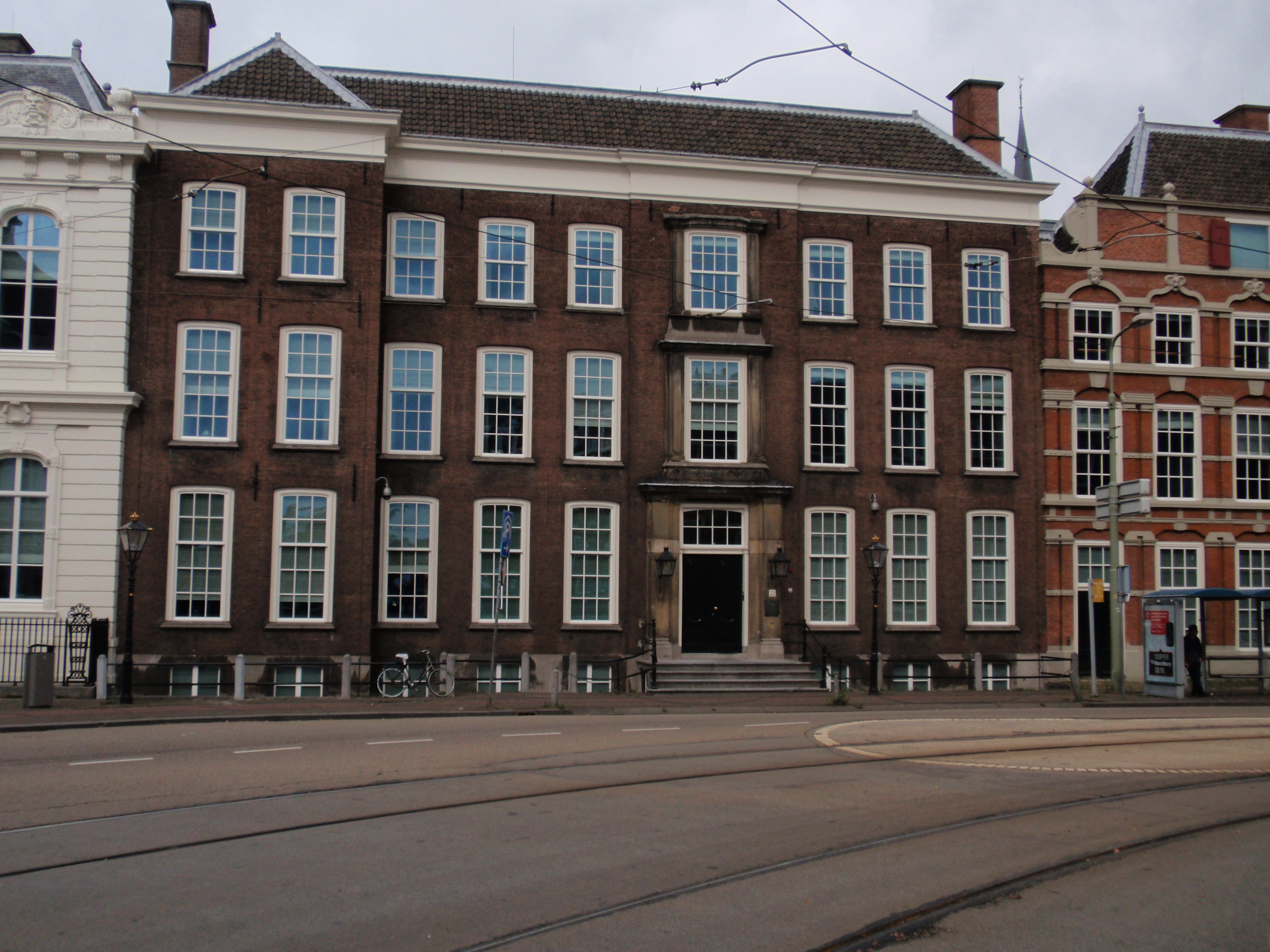
Edifici principal del Consell d'Estat neerlandès, a Kneuterdijk, La Haia. A l'extrem esquerre es pot veure el Palau Kneuterdijk

Als Països Baixos, el Consell d'Estat (Neerlandès:  Raad van State (?·pàg.)) és un consell consultiu establert per la constitució per assistir al govern neerlandès i als Estats Generals, constituït per membres de la família reial i d'altres nomenats per la Corona, els quals acostumen a tenir experiència en política, comerç, diplomàcia o l'exèrcit. El Consell d'Estat ha de ser consultat pel govern en matèria legislativa abans de presentar una llei al parlament. El departament de dret administratiu del Consell d'Estat també és un dels quatre tribunals d'apel·lació més importants en qüestions administratives. El rei és el president del Consell d'Estat, però no acostuma a assistir a les reunions. El vicepresident del Consell d'Estat presideix les reunions en la seva absència. Segons el dret constitucional neerlandès, el vicepresident del Consell d'Estat seria el cap d'Estat si no hi hagués monarca, com en el cas que la família reial s'extingís. Es va fundar el 1531.

## Vicepresidents del Consell d'Estat
| Nom                                               | Període      |
| ------------------------------------------------- | ------------ |
| Gijsbert Karel van Hogendorp                      | 1814–1816    |
| Johan Hendrik Mollerus                            | 1817–1829    |
| Willem II van Oranje-Nassau                       | 1829–1840    |
| Hendrik Jacob van Doorn van Westcapelle           | 1841–1848    |
| Willem Gerard van de Poll                         | 1848–1858    |
| Æneas Mackay                                      | 1862–1876    |
| Gerlach Cornelis Joannes van Reenen               | 1876–1893    |
| Johan Æmilius Abraham van Panhuys                 | 1893–1897    |
| Johan Willem Meinard Schorer                      | 1897–1903    |
| Peter Joannes van Swinderen                       | 1903–1912    |
| Joan Röell                                        | 1912–1914    |
| Willem Fredrik van Leeuwen                        | 1914–1928    |
| Fredrik Alexander Carel van Lynden van Sandenburg | 1928–1932    |
| Frans Beelaerts van Blokland                      | 1933–1956    |
| Bram Rutgers                                      | 1956–1959    |
| Louis Beel                                        | 1959–1972    |
| Marinus Ruppert                                   | 1973–1980    |
| Willem Scholten                                   | 1980–1997    |
| Herman Tjeenk Willink                             | 1997–2012    |
| Piet Hein Donner                                  | 2012–present |